# یان دومارسکی
یان دومارسکی (انگلیسی: Jan Domarski؛ زادهٔ ۲۸ اکتبر ۱۹۴۶) بازیکن فوتبال اهل لهستان بود.
از باشگاه‌هایی که در آن بازی کرده‌است می‌توان به باشگاه فوتبال نیم المپیک اشاره کرد.
وی به‌همراه تیم ملی فوتبال لهستان به مقام سوم جام جهانی فوتبال ۱۹۷۴ دست پیدا کرده‌است